# Pseudoclanis
Pseudoclanis là một chi bướm đêm thuộc họ Sphingidae.

## Các loài
- Pseudoclanis abyssinicus - (Lucas 1857)
- Pseudoclanis aequabilis - Darge, 2005
- Pseudoclanis axis - Darge 1993
- Pseudoclanis biokoensis - Darge 1991
- Pseudoclanis canui - Darge 1991
- Pseudoclanis diana - Gehlen 1922
- Pseudoclanis evestigata - Kernbach 1955
- Pseudoclanis kakamegae - Eitschberger, 2007
- Pseudoclanis kenyae - Clark 1928
- Pseudoclanis occidentalis - Rothschild & Jordan 1903
- Pseudoclanis postica - (Walker 1956)
- Pseudoclanis somaliae - Eitschberger, 2007
- Pseudoclanis tomensis - Pierre 1992
- Pseudoclanis zairensis - Eitschberger, 2007